# Дружинин, Леонид Михайлович
Леони́д Миха́йлович Дружи́нин (2 февраля 1923 — 10 августа 2013) — советский офицер, танкист-ас, участник Великой Отечественной войны, полковник.

## Биография
Родился 2 февраля 1923 года в деревне Наумовской Няндомского района Архангельской области.
В РККА с 25 октября 1938 года, к началу Великой Отечественной войны уже окончил танковое училище. Участвовал в боях с 1941 по 1945 годы на Южном, Брянском, Сталинградском, Центральном, Волховском, Ленинградском, 1-м и 2-м Белорусских фронтах. Командовал танковым взводом и ротой, был начальником разведки и заместителем начальника штаба 40-го отдельного танкового полка.
Участник Сталинградской битвы. 5 сентября 1942 года был ранен.
«В боевых действиях на Ленинградском фронте под селом Селючено в качестве начальника разведдозора, капитан Дружинин, выйдя на передний край, огнём из танка уничтожил дозор противника и три его орудия. 1 и 2 апреля 1944 года руководил на поле боя боевыми действиями танковых рот и, поддерживая тесную связь с пехотой, организовал их продвижение на Подволье».
За умелое управление подразделениями 40-го отдельного танкового полка, нанесение противнику значительных потерь в живой силе и технике и проявленные при этом мужество и отвагу, помощник начальника штаба полка капитан Дружинин Л. М. приказом командующего бронетанковыми и механизированными войсками 67-й армии № 020/н от 13 апреля 1944 года был награждён орденом Александра Невского № 17782.
Всего за период войны экипажем танка Дружинина Л. М. было уничтожено 16 танков, 11 орудий и более 200 солдат противника. Трижды он получал ранения и один раз был контужен.
После окончания войны Л. М. Дружинин поступил в Военную Академию имени М. В. Фрунзе и после её окончания работал старшим научным сотрудником, старшим преподавателем и заместителем начальника кафедры Академии, а затем возглавлял кафедру в Военном институте Министерства обороны, стал кандидатом военных наук и Лауреатом премии им. М. В. Фрунзе. Из армии был уволен лишь в 1987 году.

## Награды
Полковник Дружинин Л. М. — кавалер 8-ми орденов:
- Орден Красного Знамени (21 июля 1943[1])
- Орден Александра Невского (13 апреля 1944)
- Орден Отечественной войны I и II степени (1985, апрель 1943[1])
- Орден Трудового Красного Знамени
- Три ордена Красной Звезды
- большое количество медалей